# بر خروسیوهان
بر خروسیوهان (هلندی: Ber Groosjohan; ۱۶ ژوئن ۱۸۹۷ – ۵ اوت ۱۹۷۱) بازیکن فوتبال اهل هلند بود.